# Liste der Straßen in Berlin-Falkenberg

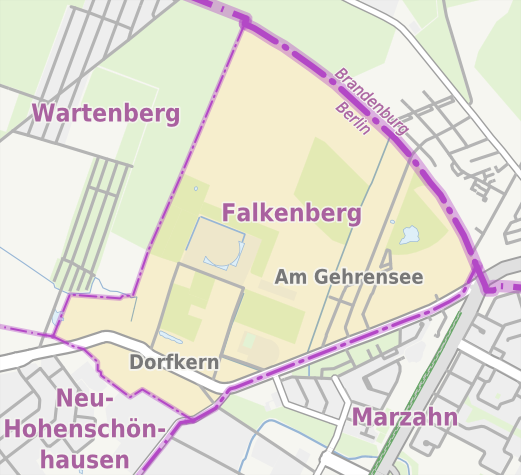
Übersichtskarte von Berlin-Falkenberg

Diese Liste der Straßen in Berlin-Falkenberg gibt eine vollständige Übersicht der Straßen im Berliner Ortsteil Falkenberg des Bezirks Lichtenberg. Gleichzeitig ist diese Zusammenstellung ein Teil der Listen aller Berliner Straßen und Plätze.

## Überblick
Der Ortsteil ist neben Wartenberg und Malchow einer der drei dörflichen Ortsteile im Bezirk und mit knapp über 1000 Einwohnern auch einer der einwohnerschwächsten Ortsteile der Stadt. In seinen Grenzen bis 1979 umfasste er zusätzlich die Stadtrandsiedlung Marienaue (mit 83 Hausnummern von der Ahrensfelder Chaussee abgehend und seitdem ein Teil des Ortsteils Marzahn) sowie bis 2002 zudem den östlichen Rand des ausgegliederten Ortsteils Neu-Hohenschönhausen. Mittlerweile beschränkt sich das Gebiet von Falkenberg auf den Dorfkern entlang der Dorfstraße, die Siedlung am Gehrensee sowie die unbebauten Falkenberger Rieselfelder als Bestandteil des Naturparks Barnim.
Der Ortsteil entstand aus dem früheren Dorf Falkenberg und dem südlich anschließenden Gutsbezirk Falkenberg. Deshalb gab es bis zur Eingemeindung nach Berlin innerhalb des Verwaltungsbezirks Weißensee nur die amtliche Dorfstraße. Die davon abgehenden Verkehrswege waren eher als Wegmarkierungen zu verstehen, die die Dorfstraße kreuzten. Dazu gehörten: Weißenseer Chaussee, Weg nach Hohenschönhausen, Weg zum Bahnhof Ahrensfelde, Rieselfelder, Feldweg, Übergang zur Wriezener Bahn, Gutsweg, Kirche und Friedhof(sweg), Gemarkung Ahrensfelde. Um 1930 kam als zweite offizielle Straßenbezeichnung Vorwerk Neu-Ahrensfelde hinzu. Das Straßensystem blieb bis in die 1940er Jahre fast unverändert.
In den 2010er Jahren begann eine Erweiterung der Wohngebiete, das zuständige Bezirksamt Lichtenberg hat im Herbst 2016 zwei Bebauungspläne für die Falkenberger Wiese und Am Gehrensee (Bereichsentwicklungsplanung) verabschiedet (XXII-33 und XXII-39). Demnach entstehen bis 2019 völlig neue Straßen und vor allem Einfamilienhäuser nördlich der Ahrensfelder Chaussee, die dortigen Einwohnerzahlen werden sich fast verdreifachen.
Von den 26 Straßen, die auf Falkenberger Gebiet verlaufen, verlassen rund 20 den Ortsteil nicht. Die längsten Verbindungen stellen die Marie-Elisabeth-von-Humboldt-Straße mit rund 1,2 Kilometern, die Ahrensfelder Chaussee mit 1,5 Kilometern und der Hausvaterweg mit 1,7 Kilometern Länge dar. Die Ahrensfelder Chaussee verläuft dabei gleichermaßen in Falkenberg und dem benachbarten Ortsteil Marzahn. Beim Hausvaterweg ergibt sich die Länge aus der Summe diverser längerer Abzweigungen. Die kürzesten Straßen sind die Julius-Meyen-Straße mit 150 Metern und die Hellersdorfer Straße mit 240 Metern Länge.
Falkenberg hat 3.079 Einwohner (Stand: 31. Dezember 2023) und umfasst die Postleitzahlenbereiche 12689 und 13057.

## Übersicht der Straßen
Die nachfolgende Tabelle gibt eine Übersicht über die vorhandenen Straßen  im Ortsteil sowie einige dazugehörige Informationen.
- Name/Lage: aktuelle Bezeichnung der Straße. Über den Link Lage kann die Straße  auf verschiedenen Kartendiensten angezeigt werden. Die Geoposition gibt die Lage der ungefähren Mitte der Straßenlänge an.
- Im amtlichen Straßenverzeichnis nicht aufgeführte Verkehrswege sind mit * gekennzeichnet.
- Ehemalige oder nicht mehr gültige Straßennamen sind kursiv gesetzt. Für bedeutende ehemalige Straßen oder historische Straßennamen ist gegebenenfalls eine gesonderte Liste vorhanden.
- Länge/Maße in Metern:
Die in der Übersicht enthaltenen Längenangaben sind  gerundete Übersichtswerte, die in Google Earth mit dem dortigen Maßstab ermittelt wurden. Sie dienen Vergleichszwecken und werden, sofern amtliche Werte bekannt sind, ausgetauscht und gesondert gekennzeichnet.
Sofern die Straße auch in benachbarte Ortsteile weiterführt, gibt der Zusatz ‚im Ortsteil‘ an, wie lang der Straßenabschnitt innerhalb des Ortsteils dieses Artikels ist.
- Namensherkunft: Ursprung oder Bezug des Namens.
- Anmerkungen: weitere Informationen über anliegende Baudenkmale oder Institutionen, die Geschichte der Straße und historische Bezeichnungen.
- Bild: Foto der Straße oder eines anliegenden Objektes.

| Name/Lage                                  | Länge/Maße (in Metern) | Namensherkunft | Datum der Benennung | Anmerkungen | Bild |
| ------------------------------------------ | ---------------------- | --- | ------------------- | --- | --- |
| Ahrensfelder Chaussee (Lage)               | 1500 (im Ortsteil)     | Ahrensfelde, Gemeinde in Brandenburg und Chaussee, eine gut ausgebaute Landstraße                                               | Anf. 19. Jhd.       | Die Ahrensfelder Chaussee bildet die Verbindung zwischen den Dorfkernen von Falkenberg und Ahrensfelde. Die Straße wurde zu Beginn des 19. Jahrhunderts zur Chaussee ausgebaut, womit sich der Name ergab. Eine amtliche Benennung vor dieser Zeit ist nicht nachgewiesen. Der Name wurde erstmals in das Berliner Adressbuch des Jahres 1936 aufgenommen. Die Straße bildet gleichzeitig die Grenze zu Marzahn und damit zum Bezirk Marzahn-Hellersdorf. Bis zur Wende war sie darüber hinaus Bestandteil der Fernstraße 158. Eine wichtige Einrichtung war in dieser Straße jahrzehntelang der Bahnhof Ahrensfelde der Wriezener Bahn. Der Bahnhof (Stationsgebäude) hatte die Adresse Ahrensfelder Chaussee 162. Dem waren weitere drei Häuser angeschlossen, die der Unterkunft des Bahnpersonals wie Güterabfertiger, Weichenwärter, Schrankenwärter und Aufsichtsbeamte dienten. Auf der lange unbebauten Seite der Chaussee entstand in den späten 1990er Jahren ein Schulneubau, der seit dem 9. Dezember 2014 offiziell „Barnim-Gymnasium“ heißt. Die Lehreinrichtung ist beispielgebend bezüglich der Inklusion in Berlin. Auf dem Grundstück Ahrensfelder Chaussee 79–81 befindet sich die katholische Kirche St. Konrad von Parzham. | Ahrensfelder Chaussee · Kirche St. Konrad |
| Am Dörferweg (Lage)                        | 0425                   | Barnimer Dörferweg, Wanderweg im Norden Berlins                                                                                 | 9. Jan. 2006        | Die Straße Am Dörferweg wurde ab 2006 bei der Erweiterung der Siedlung am Gehrensee angelegt und erhielt ihren Namen nach dem Barnimer Dörferweg, der unter anderem entlang der Straße verläuft. Sie führt (wenn sie voll ausgebaut ist) von der Marie-Elisabeth-von-Humboldt-Straße bis hinter die Straße Am Gehrensee. Das Anschlussstück zur von-Humboldt-Straße ist ein Fuß- und Radweg. | Am Dörferweg |
| Am Gehrensee (Lage)                        | 0420                   | Gehrensee, Gewässer in Falkenberg                                                                                               | um 1935             | Die Straße Am Gehrensee führt von der Ahrensfelder Chaussee aus nach Norden und endet vor dem gleichnamigen Gewässer. Bis auf ein kurzes Stück im Süden, das als Zufahrt zu einem Einkaufszentrum dient, war die Straße als Fußweg ausgelegt. Im Rahmen der erweiterten Bebauung der Siedlung wird der Verkehrsweg als Straße ausgebaut (im September 2017 noch nicht fertig). | Am Gehrensee |
| An den Auen (Lage)                         |                        | Auen | 9. Jan. 2006        | Die Straße bildet den östlichen Abschluss eines neuen Wohngebietes in der Gehrenseesiedlung. Sie ist zwischen dem Schwanenblumenweg und dem Weidenröschenweg projektiert. | Bild gesucht Die Wikipedia wünscht sich an dieser Stelle ein Bild vom Ort mit diesen Koordinaten 52.569444 13.538611 . Motiv: An den Auen, Straße in Berlin-Falkenberg Falls du dabei helfen möchtest, erklärt die Anleitung , wie das geht. BW           |
| Christian-Dohm-Weg (Lage)                  | 280                    | Christian Dohm (1751–1820), preußischer Diplomat und Schriftsteller                                                             | 9. Sep. 2017        | Der Verkehrsweg, von der Johann-Jacob-Engel-Straße bis zum David-Friedländer-Weg führend, entstand im Erweiterungsgebiet der Gehrensee-Siedlung, Wohngebiet Am Gehrensee, Falkenberg. Im Jahr 2016 hat das Bezirksamt Lichtenberg den Bebauungsplan entlang dieser Straße verabschiedet, der den Bau von 36 Einfamilienreihenhäusern in 4 Reihenhauszeilen mit 36 Pkw-Stellplätzen vorsieht. Die drei Querstraßen von Nord nach Süd gehend sollen: „Christian-Dohm-Weg“, „David-Friedländer-Weg“ und „Karl-Philipp-Moritz-Weg“ heißen. | Bild gesucht Die Wikipedia wünscht sich an dieser Stelle ein Bild vom Ort mit diesen Koordinaten 52.57389 13.56118 . Motiv: Dohmweg Falls du dabei helfen möchtest, erklärt die Anleitung , wie das geht. BW                                              |
| David-Friedländer-Weg (Lage)               | 330                    | David Friedländer, deutsch-jüdischer Seidenfabrikant und Schriftsteller                                                         | 9. Sep. 2017        | Der Verkehrsweg, von der Johann-Jacob-Engel-Straße bis zu Am Gehrensee führend, entstand im Erweiterungsgebiet der Gehrensee-Siedlung. Im Jahr 2016 hat das Bezirksamt Lichtenberg den Bebauungsplan für 46 Einfamilienhäuser in fünf Reihenhauszeilen und eine Technikzentrale mit Blockheizkraftwerk entlang dieser Straße verabschiedet. Die drei Querstraßen von Nord nach Süd gehend sollen: „Christian-Dohm-Weg“, „David-Friedländer-Weg“ und „Karl-Philipp-Moritz-Weg“ heißen. | Bild gesucht Die Wikipedia wünscht sich an dieser Stelle ein Bild vom Ort mit diesen Koordinaten 52.569444 13.538611 . Motiv: David-Friedländer-Weg, Straße in Berlin-Falkenberg Falls du dabei helfen möchtest, erklärt die Anleitung , wie das geht. BW |
| Dorfstraße (Lage)                          | 0890                   | Lage im Falkenberger Dorfkern                                                                                                   | 14. Jhd.            | Die Dorfstraße ist die älteste Straße Falkenbergs. Die Berliner Stadtgüter errichteten im beginnenden 20. Jahrhundert in der Dorfstraße 12 eine Pferdepension, auf den Parzellen 12 und 30–37 Unterkünfte für die Gutsarbeiter und Schnitter. Als Nummer 29 kam ein Rettungsheim in der Trägerschaft des „Vereins Erziehungsheim Falkenberg“ hinzu. In den 1940er Jahren wurde das Haus zum „Mädchenheim ,Lerchennest’“ und als Betreiber wird der „Ev. Erziehungsverband“ genannt. Heute befindet sich an dieser Stelle eine Filiale der „FSE Lankwitzer Werkstätten gemeinnützige GmbH“. Schließlich etablierte sich im Gebäude Nummer 34 eine Polizeihilfsstelle. Die Dorfstraße beginnt an der westlichen Ortsteilgrenze zu Neu-Hohenschönhausen, wo sie aus der Falkenberger Chaussee hervorgeht und endet nach Durchqueren des Dorfkerns an der Kreuzung Hohenschönhauser Straße. Dort geht sie in die Ahrensfelder Chaussee über. Bis zur Wende war die Straße Bestandteil der Fernstraße 158, zuvor bereits ein Abschnitt der Königschaussee, die eine Fernstraße von und nach Alt-Berlin darstellte. Am 8. Oktober 2013 wurde an der Humboldt-Begräbnisstätte auf dem Friedhof an dieser Straße eine Gedenktafel für Marie-Elisabeth von Humboldt enthüllt. Frau von Humboldt war Gutsherrin von Falkenberg und ist in der Gruft der Dorfkirche beigesetzt. | Dorfstraße |
| Elisabeth-Schiemann-Straße (Lage)          | 0530                   | Elisabeth Schiemann (1881–1972), Genetikerin, Botanikerin und Widerstandskämpferin                                              | 12. Aug. 2003       | Die Elisabeth-Schiemann-Straße bildet den westlichen Abschluss der Siedlung am Gehrensee. Sie führt von der Ahrensfelder Chaussee nordostwärts bis zur Straße Am Dörferweg, weitestgehend parallel zur Marie-Elisabeth-von-Humboldt-Straße. | Elisabeth-Schiemann-Straße |
| Georg-Förster-Allee (Lage)                 | >>                     | Georg Förster (1615–1660), Verleger                                                                                             | 9. Jan. 2006        | Diese Straße erschließt das nördlich nahe dem Gehrensee entstandene und entstehende Einfamilienhaus-Siedlungsgebiet. Sie verläuft von der Ahrensfelder Chaussee nordwärts bis über Am Dörferweg hinweg. Der ursprünglich geplante Name für die Siedlung wurde 2017 auf BVV-Beschluss durch Henriette-Hertz-Allee ersetzt. Bezirksintern wurden seit den 2010er Jahren Straßennamen nach Frauen gefordert. | Bild gesucht Die Wikipedia wünscht sich an dieser Stelle ein Bild vom Ort mit diesen Koordinaten 52.569444 13.538611 . Motiv: Georg-Förster-Allee, Straße in Berlin-Falkenberg Falls du dabei helfen möchtest, erklärt die Anleitung , wie das geht. BW   |
| Grüne Trift (Lage)                         | 0610 (im Ortsteil)     | Trift, Weg für den Viehtrieb | unbekannt           | Die Grüne Trift ist ein Fußweg, der von der Lindenberger Straße in Wartenberg kommend über die Siedlung Falkenhöhe bis zum Tierheim Berlin am Hausvaterweg führt. In keinen Adressbüchern der ersten Hälfte des 20. Jahrhunderts und auch in keinen Stadtplänen bis 1988 ist diese Straße vermerkt. So muss angenommen werden, dass sich eine bei den Einwohnern gebräuchliche Bezeichnung in das amtliche Straßenverzeichnis „eingeschlichen“ hat. | Grüne Trift |
| Hausvaterweg (Lage)                        | 1670                   | Hausvater, altertümliche Bezeichnung für das Familienoberhaupt                                                                  | vor 1938            | Der Hausvaterweg führt von der Dorfstraße nach Nordosten, dann über zwei Abzweige nach Südosten und anschließend wieder gemeinsam geführt nach Südwesten zur Ahrensfelder Chaussee. An der Straße befinden sich unter anderem das Tierheim Berlin, die Freiwillige Feuerwehr Falkenberg, die Sportplätze des Barnim-Gymnasiums sowie die Kleingartenanlage ,750 Jahre Berlin’. | Hausvaterweg · Tierheim Berlin |
| Hellersdorfer Straße (Lage)                | 0240                   | Hellersdorf, Ortsteil im Bezirk Marzahn-Hellersdorf von Berlin zur Zeit der Namensgebung eigenständiges Dorf östlich von Berlin | um 1900             | Die Hellersdorfer Straße führt von der Dorfstraße aus Richtung Südwesten und endet an der Hohenschönhauser Straße. Die Weiterführung erfolgt unmittelbar hinter der anschließenden Grenze zu Marzahn als Hellersdorfer Weg. Die Straße wird mitunter auf Grund ihrer geringen Länge mit dem Hellersdorfer Weg zusammengefasst. | Hellersdorfer Straße |
| Henriette-Herz-Allee (Lage)                |                        | Henriette Herz (1764–1847), Schriftstellerin und eine der führenden Berliner Salonnièren der Frühromantik                       | 21. Sep. 2017       | Benennung von Straßen im Wohngebiet Am Gehrensee, Falkenberg: Die in Nord-Süd-Richtung verlaufende Straße soll „Henriette-Herz-Allee“ heißen. | Bild gesucht Die Wikipedia wünscht sich an dieser Stelle ein Bild vom Ort mit diesen Koordinaten 52.57389 13.56118 . Motiv: Dohmweg Falls du dabei helfen möchtest, erklärt die Anleitung , wie das geht. BW                                              |
| Hohenschönhauser Straße (Lage)             | 0305 (im Ortsteil)     | Alt-Hohenschönhausen, Ortsteil im Bezirk Lichtenberg von Berlin                                                                 | um 1900             | Die Hohenschönhauser Straße ist Teil der Verbindung zwischen Falkenberg und Alt-Hohenschönhausen. Die Straße begann ursprünglich an der Hellersdorfer Straße, wurde später aber verlegt, um eine direkte Durchbindung zur Ahrensfelder Chaussee zu ermöglichen. Die neue Trasse befindet sich in Falkenberg und bildet gleichzeitig die Grenze zu Marzahn. Zuvor wurde die Straße als Hohenschönhauser Weg bezeichnet. Hier befindet sich das „Umspannwerk Rüsternweg“ im Eigentum von Vattenfall, auf dessen Gelände wegen Sanierung der Erdkabeltrasse 47 geschützte Bäume gefällt werden mussten, 22 Bäume davon gehörten zum Landschaftsschutzgebiet „Falkenberger Krugwiesen“. Es handelte sich um Eschen-Ahorne, Spitz-Ahorne, Weiden, Pappeln, Robinien und Traubenkirschen. Dazu heißt es wörtlich: „Auf den Flächen, auf denen keine neuen Leitungen wieder verlegt werden, pflanzt Vattenfall Hecken (hochwachsende Sträucher und Bäume) auf einer Länge von 180 m entsprechend der Festsetzung Nr. 9 des Bebauungsplans B–XXII-1a. – Auf Flächen, auf denen alte Leitungen ausgetauscht werden, wird Landschaftsrasen angelegt, da auf den Flächen mit Leitungsbestand (Erdkabel) keine neuen Bäume und Sträucher gepflanzt werden. […] Nach den entsprechenden naturschutzrechtlichen Regelungen und im gegenseitigen Einvernehmen zahlt Vattenfall eine Ausgleichsabgabe, die für Maßnahmen des Naturschutzes und der Landschaftspflege im Landschaftsschutzgebiet „Falkenberger Krugwiesen“ eingesetzt werden soll.“ | Hohenschönhauser Straße |
| Johann-Jacob-Engel-Straße (Lage)           | 0380                   | Johann Jakob Engel (1741–1802), Schriftsteller und Philosoph                                                                    | 1. Apr. 2006        | Die Johann-Jacob-Engel-Straße in der Siedlung am Gehrensee führt östlich parallel zur Marie-Elisabeth-von-Humboldt-Straße von der Ahrensfelder Chaussee bis zur Straße Am Dörferweg. Umfangreiche Neubauten, unter anderem 40 Einfamilienreihenhäuser in vier Reihenhauszeilen und eine Technikzentrale mit Blockheizkraftwerk, entstehen in den 2010er Jahren entlang dieser Straße. | Johann-Jacob-Engel-Straße |
| Julius-Meyen-Straße (Lage)                 | 0150                   | Franz Julius Ferdinand Meyen (1804–1840), Mediziner, Botaniker und Professor                                                    | 12. Aug. 2003       | Die Julius-Meyen-Straße befindet sich in der Siedlung Am Gehrensee und führt von der Elisabeth-Schiemann- zur Marie-Elisabeth-von-Humboldt-Straße. | Julius-Meyen-Straße |
| Karl-Philipp-Moritz-Weg (Lage)             | 430                    | Karl Philipp Moritz (1756–1793) Schriftsteller des Sturm und Drang, der Berliner Aufklärung und der Weimarer Klassik            | 9. Sep. 2017        | Der Weg liegt zwischen der Johann-Jacob-Engel-Straße über die Henriette-Hertz-Allee an die östlich abschließende Straße Am Gehrensee. Die drei Querstraßen der zentralen Allee von Nord nach Süd gehend sollen: „Christian-Dohm-Weg“, „David-Friedländer-Weg“ und „Karl-Philipp-Moritz-Weg“ heißen. | Bild gesucht Die Wikipedia wünscht sich an dieser Stelle ein Bild vom Ort mit diesen Koordinaten 52.57389 13.56118 . Motiv: Dohmweg Falls du dabei helfen möchtest, erklärt die Anleitung , wie das geht. BW                                              |
| Kundtanger (Lage)                          | 0280                   | Gottlob Johann Christian Kunth (1757–1829), Politiker und Pädagoge                                                              | 9. Jan. 2006        | Der Kundtanger (Kundt-Anger) führt innerhalb der Siedlung am Gehrensee in einem Bogen von der Straße Am Dörferweg Richtung Norden ab und umrundet ein kleines Feuchtbiotop. | Kundtanger |
| Labkrautweg (Lage)                         |                        | Labkraut, ein Rötegewächs | 9. Jan. 2006        | Der Weg befindet sich in der neuen Wohnsiedlung Gehrensee. Er verbindet Am Gehrensee mit An den Auen und besitzt einen Stummel, der eine Sackgasse ist. | Bild gesucht Die Wikipedia wünscht sich an dieser Stelle ein Bild vom Ort mit diesen Koordinaten 52.569444 13.538611 . Motiv: Labkrautweg, Straße in Berlin-Falkenberg Falls du dabei helfen möchtest, erklärt die Anleitung , wie das geht. BW           |
| Löffleranger (Lage)                        |                        | Löffler, Schreitvogel in Feuchtgebieten                                                                                         | 9. Jan. 2006        | Der Verkehrsweg, wegen seiner geschlossenen Form als Anger bezeichnet, entstand im Erweiterungsgebiet der Gehrensee-Siedlung. Er geht nordwärts von Am Dörferweg ab. | Bild gesucht Die Wikipedia wünscht sich an dieser Stelle ein Bild vom Ort mit diesen Koordinaten 52.569444 13.538611 . Motiv: Löffleranger, Straße in Berlin-Falkenberg Falls du dabei helfen möchtest, erklärt die Anleitung , wie das geht. BW          |
| Marie-Elisabeth-von-Humboldt-Straße (Lage) | 1195                   | Marie-Elisabeth von Humboldt (1741–1796), Gutsbesitzerin von Falkenberg sowie Mutter von Wilhelm und Alexander von Humboldt     | 1. März 2000        | Die Marie-Elisabeth-von-Humboldt-Straße ist die zentrale Nord-Süd-Verbindung der Siedlung am Gehrensee. Sie führt von der Ahrensfelder Chaussee nach Ahrensfelde und geht an der Stadtgrenze in die Heinestraße über. Um 1938 erschien sie als Straße 2 im Bebauungsplan, um 1939 kam ein Abschnitt zu Am Gehrensee. | Marie-Elisabeth-von-Humboldt-Straße |
| Markus-Herz-Weg (Lage)                     |                        | Markus Herz (1747–1803), Arzt und Philosoph                                                                                     | 9. Jan. 2006        | Der Verkehrsweg, von der Straße Am Gehrensee bis zu An den Auen führend, entstand im Erweiterungsgebiet der Gehrensee-Siedlung. | Bild gesucht Die Wikipedia wünscht sich an dieser Stelle ein Bild vom Ort mit diesen Koordinaten 52.569444 13.538611 . Motiv: Markus-Herz-Weg, Straße in Berlin-Falkenberg Falls du dabei helfen möchtest, erklärt die Anleitung , wie das geht. BW       |
| Pfennigkrautweg (Lage)                     |                        | Pfennigkraut, ein Primelgewächs                                                                                                 | 9. Jan. 2006        | Der Verkehrsweg, von der Straße Am Gehrensee bis zu An den Auen führend, entstand im Erweiterungsgebiet der Gehrensee-Siedlung. | Bild gesucht Die Wikipedia wünscht sich an dieser Stelle ein Bild vom Ort mit diesen Koordinaten 52.569444 13.538611 . Motiv: Pfennigkrautweg, Straße in Berlin-Falkenberg Falls du dabei helfen möchtest, erklärt die Anleitung , wie das geht. BW       |
| Schilfanger (Lage)                         |                        | Schilf | 9. Jan. 2006        | Der Verkehrsweg, als Anger wegen seiner geschlossenen Form bezeichnet, entstand im Erweiterungsgebiet der Gehrensee-Siedlung. Er geht nordwärts von Schwanenblumenweg ab. | Bild gesucht Die Wikipedia wünscht sich an dieser Stelle ein Bild vom Ort mit diesen Koordinaten 52.569444 13.538611 . Motiv: Schilfanger, Straße in Berlin-Falkenberg Falls du dabei helfen möchtest, erklärt die Anleitung , wie das geht. BW           |
| Schwanenblumenweg (Lage)                   |                        | Schwanenblume, eine Sumpfpflanze                                                                                                | 9. Jan. 2006        | Der Verkehrsweg wird die Straße Am Gehrensee mit An den Auen verbinden. Der Weg wurde im Erweiterungsgebiet der Gehrensee-Siedlung projektiert. Er bildet die nordostwärts führende Fortsetzung der Straße Am Dörferweg. | Bild gesucht Die Wikipedia wünscht sich an dieser Stelle ein Bild vom Ort mit diesen Koordinaten 52.569444 13.538611 . Motiv: Schwanenblumenweg, Straße in Berlin-Falkenberg Falls du dabei helfen möchtest, erklärt die Anleitung , wie das geht. BW     |
| Stegeweg (Lage)                            | 0570                   | Steg, schmale Fußgängerbrücke                                                                                                   | vor 1932            | Der Stegeweg führt von der Dorfstraße im östlichen Dorfkern aus nach Norden und endet an der Grünen Trift. Der Name ergab sich auf Grund seiner Lage in den Falkenberger Rieselfeldern, die dieser in Form eines Steges überquerte. | Stegeweg |
| Weidenanger (Lage)                         |                        | Weiden | 9. Jan. 2006        | Der Verkehrsweg, wegen seiner geschlossenen Form als Anger bezeichnet, entstand im Erweiterungsgebiet der Gehrensee-Siedlung. Er geht nordwärts von Schwanenblumenweg ab. | Bild gesucht Die Wikipedia wünscht sich an dieser Stelle ein Bild vom Ort mit diesen Koordinaten 52.569444 13.538611 . Motiv: Weidenanger, Straße in Berlin-Falkenberg Falls du dabei helfen möchtest, erklärt die Anleitung , wie das geht. BW           |
| Weidenröschenweg (Lage)                    |                        | Weidenröschen | 9. Jan. 2006        | Er ist die nordöstliche Fortsetzung des Markus-Herz-Wegs und verbindet Am Gehrensee mit An den Auen. | Bild gesucht Die Wikipedia wünscht sich an dieser Stelle ein Bild vom Ort mit diesen Koordinaten 52.569444 13.538611 . Motiv: Weidenröschenweg, Straße in Berlin-Falkenberg Falls du dabei helfen möchtest, erklärt die Anleitung , wie das geht. BW      |

## Einstige oder geplante Straßen
- Bürknersfelder Straße: Auf dem Berliner Stadtplan 1943 zum Dorfzentrum Falkenberg führend eingetragen.[19]
- Farmergasse (*) →Farmergasse in Marzahn
- Lattichweg (*) →Lattichweg in Marzahn
- Pflanzergasse (*) →Pflanzergasse in Marzahn
- Radieschenpfad (*) →Radieschenpfad in Marzahn
- Schwarzwurzelweg (*) →Schwarzwurzelweg in Marzahn
- Spinatweg (*) →Spinatweg in Marzahn
- Wartenberger Weg →nach Neu-Hohenschönhausen ausgegliedert.

Die mit (*) gekennzeichneten Straßen sind durch spätere Veränderungen der Ortsteilgrenzen im 21. Jahrhundert im Ortsteil Berlin-Marzahn zu finden. Sie erhielten zeitgleich ihren Namen am 9. November 1936.

## Kleingartenanlagen
- KGA ,750 Jahre Berlin’ am Hausvaterweg 30:
1987 gegründet, umfasst 199 Parzellen auf insgesamt 77.000 Quadratmeter[20]